# Aztec (New Mexico)
Aztec is een plaats (city) in de Amerikaanse staat New Mexico, en valt bestuurlijk gezien onder San Juan County, waarvan het de hoofdplaats is. Nabij Aztec ligt het Indianen-monument Aztec Ruins National Monument.

## Demografie
Bij de volkstelling in 2000 werd het aantal inwoners vastgesteld op 6378.
In 2006 is het aantal inwoners door het United States Census Bureau geschat op 7056, een stijging van 678 (10,6%).

## Geografie
Volgens het United States Census Bureau beslaat de plaats een oppervlakte van
25,4 km², waarvan 25,2 km² land en 0,2 km² water. Aztec ligt op ongeveer 1721 meter boven zeeniveau.

## Plaatsen in de nabije omgeving
De onderstaande figuur toont nabijgelegen plaatsen in een straal van 32 km rond Aztec.